# Bandeira da Comunidade dos Estados Independentes

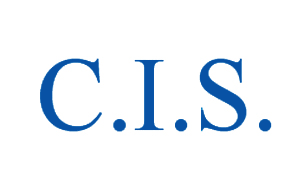
Bandeira usada entre 1991–1996

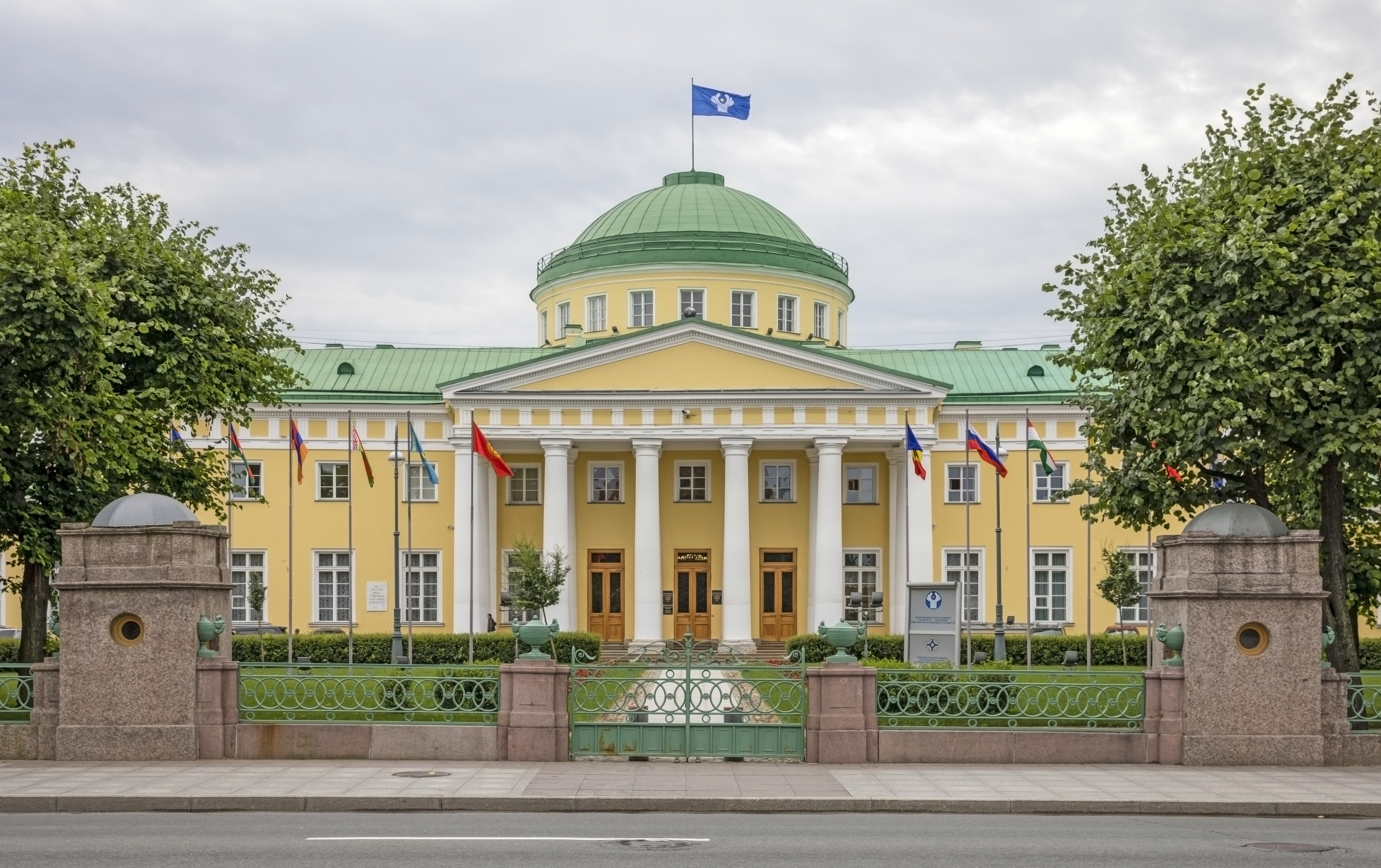
Bandeira da CEI tremulando na cúpula do Palácio Tauride.

A Bandeira da Comunidade dos Estados Independentes é um dos símbolos oficiais da referida organização.

## História
Apesar da Comunidade existir desde 1991, só adotou uma bandeira em 19 de janeiro de 1996. Já no início de 1994, durante uma reunião dos estados da CEI, foi anunciado um concurso para uma bandeira e um emblema para a Comunidade. O vencedor foi o artista Alexander Wasiljewitsch Grigorjew de São Petersburgo, rússia. Sua proposta foi levada à reunião pelo Secretário-Geral I. Korotttschen e em 15 de abril de 1994 o conselho assumiu os projetos com as palavras que deveriam ser discutidos antes de se tornar oficial.

## Caracterísicas
Seu desenho consiste em um retângulo de proporção largura-comprimento de 1:2 com a cor azul de fundo com o emblema da organização no centro.

## Simbolismo
O círculo amarelo no centro, associados ao grão, ao coração e ao sol, simboliza a ideia de Luz, Calor e Vida. Em torno dele, um símbolo branco como uma arcada, representando a cooperação, casa coletiva, árvores poderosas crescendo, uma taça contendo a Luz e o calor do sol para a humanidade e dando-a.
O emblema simboliza a aspiração por uma sociedade igualitária, unidade paz e estabilidade, além da cooperação entre os membros para se chegar à prosperidade. O fundo azul, comum em diversas bandeiras internacionais, representa o céu e a paz. O círculo amarelo significa luz e vida.